# Caroline Dumas
Caroline Dumas   (Casablanca, 15 de gener de 1935) és una soprano francesa considerada com "probablement l'estudiant més emblemàtic del cantant líric Charles Panzéra".

## Biografia
Nascuda a Casablanca, després d'obtenir tres primers premis al Conservatori de París, va ser contractada per l'Òpera de París on es va distingir com a solista durant quinze anys, sota la batuta de Georges Prêtre i d'altres prestigiosos directors. Al Palais Garnier on va començar, entre els papers pels quals era coneguda, primer sota el nom de Micheline Dumas i després Caroline Dumas, hi havia els de Frasquita (el 1962, 1964, 1966) a la Carmen de Bizet, Marceline a Fidelio de Beethoven (el 1968), Micaëla a Carmen (1969, 1970) i Marguerite (a Faust (Gounod)).
També ha actuat durant més de trenta anys a molts teatres d'òpera de tot el món. Professora de cant a l'École Normale de Musique de Paris, és convidada regularment a classes magistrals a Egipte, el Marroc, la Xina, Rússia i Geòrgia. La seva discografia inclou diversos enregistraments amb Gabriel Bacquier (en particular el famós "duo de l'escarpolette" a Véronique d'André Messager).
El 8 de desembre de 2013 va actuar, amb el baix baríton Mourad Amirkhanian i el violoncel·lista Dominique de Williencourt, a la sala Gaveau de París, en un recital titulat "Merci la France! És Armènia que recorda - 25 anys després ... El terratrèmol a Armènia".
El 2017 va ser un dels membres fundadors de l'Inter Hallier Center.

## Discografia
- Lyric Horizons - En directe amb Léo Schneydermann, piano. Obres de Francesco Paolo Tosti, Jules Massenet, Giacomo Puccini, Francis Poulenc, Umberto Giordano, Henri Duparc, Edvard Grieg, Gabriel Fauré, Georges Bizet, Giuseppe Verdi, Franz Lehár - Maguelone, 2000.